# Ramilonga - A Estética do Frio
Ramilonga - A Estética do Frio é o quinto álbum do cantor, compositor e escritor brasileiro Vítor Ramil.
Em "Ramilonga – A Estética do Frio", Vitor inaugura as sete cidades da milonga (ritmo comum ao Rio Grande do Sul, Uruguai e Argentina): Rigor, Profundidade, Clareza, Concisão, Pureza, Leveza e Melancolia. Através delas a poesia de onze “ramilongas” percorre o imaginário regional gaúcho mesclando o linguajar gauchesco do homem do campo à fala coloquial dos centros urbanos. A reflexão acerca da identidade de quem vive no extremo sul do Brasil começa pela recusa ao estereótipo do gauchismo; o canto forte dá lugar a uma expressividade sofisticada e suave; instrumentos convencionais são substituídos por outros, como os indianos e africanos, nunca antes reunidos neste gênero de música. Pela contundência de suas idéias, pela originalidade de sua concepção, "Ramilonga" é uma espécie de marco zero na carreira de Vitor Ramil.

## Músicas
- Todas as faixas compostas por Vitor Ramil, exceto onde anotado.

1. "Ramilonga" (6:15)
2. "Indo ao Pampa" (4:31)
3. "Noite de São João" (Vitor Ramil/Fernando Pessoa) (4:31)
4. "Causo Farrapo" (3:29)
5. "Milonga de Sete Cidades (A Estética do Frio)" (2:50)
6. "Gaudério" (Vitor Ramil/João da Cunha Vargas) (4:01)
7. "Milonga" (Vitor Ramil/poema do folclore uruguaio) (3:47)
8. "Deixando o Pago" (Vitor Ramil/João da Cunha Vargas) (3:40)
9. "No Manantial" (Vitor Ramil/João Simões Lopes Neto) (3:19)
10. "Memória dos Bardos das Ramadas" (Vitor Ramil/Juca Ruivo) (3:41)
11. "Último Pedido" (Vitor Ramil/João da Cunha Vargas) (7:18)

## Prêmios e indicações

### Prêmio Açorianos
| Ano  | Categoria          | Indicação                      | Resultado |
| ---- | ------------------ | ------------------------------ | --------- |
| 1997 | Disco de MPB/Samba | Ramilonga - A Estética do Frio | Venceu    |